# 鲁明 (外交官)
鲁明（1917年—），中华人民共和国政治人物、外交官。出生於陝西临潼，1937年进入延安抗日军政大学，同年加入中国共产党。1939年到重庆，作為国民参政会中共驻会参政员董必武的政治秘书，中共建政後長期在新華社活動。1981年，接替丁浩担任中华人民共和国驻科威特大使。1983年，由杨福昌接任。